# هليلج برييري

هليلج برييري (الاسم العلمي:Terminalia perrieri) هو نوع نباتي يتبع جنس الهليلج من الفصيلة القمبريطية.	سمي هذا النوع نسبةً إلى عالم النبات الفرنسي هنري بيريه.